# Ammi Moussa
Ammi Moussa (în arabă عمي موسى) este o comună din provincia Relizane, Algeria.
Populația comunei este de 28.962 locuitori (2008).